# Édouard Hesling
Pour les articles homonymes, voir Hesling.
Frédéric Charles Édouard Alexis Hesling, né à Mostaganem le 8 décembre 1869, mort le 3 septembre 1934 à Paris, fut le premier gouverneur de la Haute-Volta, poste qu'il occupa de mai 1919 à décembre 1927.

## Biographie
Il commence sa carrière comme fonctionnaire à la préfecture d'Alger, de 1888 à 1896: de commis auxiliaire à ses débuts, il devient chef-adjoint du cabinet du préfet. Il devient ensuite fonctionnaire du ministère des colonies. D'abord à Madagascar. Il est en 1914 administrateur en chef de première classe, directeur des services civils et politiques du gouvernement général de cette colonie française. Puis en Haute-Volta après la Première Guerre mondiale. 
Sous son impulsion, la Haute-Volta connut une transformation rapide, notamment la capitale Ouagadougou. Ce qui était un village devint une ville par la construction d'avenues, de bâtiments administratifs, du palais du gouverneur (aujourd'hui bureau du Premier ministre burkinabè), des écoles, des centres d'apprentissage, des maternités, des dispensaires, des léproseries, des centres de vaccination, etc.
La seconde tâche fut la suppression du portage par la tête en développant les moyens de transport par la construction de routes et une augmentation du parc automobile du pays.
À la retraite en 1927, il devient le directeur général jusqu'à son décès de l'Association cotonnière coloniale.

## Sources et bibliographie
- Dossier de la Légion d'honneur d'E. Hesling dans la base Léonore
- Bulletin de l'Association cotonnière coloniale, 1er octobre 1934, p. 107-109, Nécrologie
- Gabriel Massa et Y. Georges Madiéga, La Haute-Volta coloniale - témoignages, recherches, regards

, Karthala Editions, 1995.
- Anne Ricard, L'invention d'une capitale coloniale: Ouagadougou de 1919 à 1932, Clio en @frique, n° 7, printemps 2002 (Lire en ligne)